# Теспе (Сайрамский район)
Теспе (каз. Теспе) — село в Сайрамском районе Туркестанской области Казахстана. Входит в состав Колкентского сельского округа. Код КАТО — 515265700.

## Население
В 1999 году население села составляло 488 человек (253 мужчины и 235 женщин). По данным переписи 2009 года, в селе проживало 611 человек (290 мужчин и 321 женщина).